# Wolzburg
Wolzburg ist ein Dorf und Ortsbezirk der verbandsfreien Gemeinde Morbach im Hunsrück in Rheinland-Pfalz. Er hat etwa 200 Einwohner (2019).

## Geographie
Die Gegend südwestlich des Kernortes Morbach mit Wolzburg, Hoxel und Morscheid-Riedenburg wird umgangssprachlich Balkan genannt. Weitere Morbacher Gemeindeteile in der Nachbarschaft sind Odert im Nordwesten und Gutenthal im Nordosten.

## Geschichte
Wolzburg wird erstmals 1281 als Woluisberg urkundlich erwähnt. Weitere Schreibweise waren Wolffesberg (1315, 1456), Woltzberg (1561) und Wolsberg (1565).
Das Linke Rheinufer wurde 1794 im ersten Koalitionskrieg von französischen Revolutionstruppen besetzt. Von 1798 bis 1814 war Wolzburg ein Teil der Französischen Republik (bis 1804) und anschließend des Napoleonischen Kaiserreichs, zugehörig dem Saardepartement, Arrondissement Birkenfeld, Kanton Rhaunen. Auf dem Wiener Kongress (1815) kam die Region an das Königreich Preußen, der Ort wurde 1816 dem Regierungsbezirk Trier, Kreis Bernkastel, Bürgermeisterei Morbach (ab 1927 Amt Morbach, ab 1968 Verbandsgemeinde Morbach) zugeordnet.
Nach dem Ersten Weltkrieg gehörte das Gebiet zum französischen Teil der Alliierten Rheinlandbesetzung. Nach dem Zweiten Weltkrieg wurde Wolzburg innerhalb der französischen Besatzungszone Teil des damals neu gebildeten Landes Rheinland-Pfalz.
Am 31. Dezember 1974 wurde aus der bis dahin eigenständige Ortsgemeinde Wolzburg mit zu diesem Zeitpunkt 160 Einwohnern und den anderen 18 Ortsgemeinden der Verbandsgemeinde Morbach die verbandsfreie Gemeinde Morbach (Einheitsgemeinde) gebildet.

## Politik

### Ortsbezirk
Wolzburg ist gemäß Hauptsatzung einer von 19 Ortsbezirken der Gemeinde Morbach. Er wird politisch von einem Ortsbeirat und einem Ortsvorsteher vertreten.
Der Ortsbeirat von Wolzburg besteht aus fünf Mitgliedern, die bei der Kommunalwahl am 9. Juni 2024 in einer Mehrheitswahl gewählt wurden, und dem ehrenamtlichen Ortsvorsteher als Vorsitzendem.
Joachim Roth wurde am 30. November 2015 Ortsvorsteher von Wolzburg. Bei der Direktwahl am 26. Mai 2019 wurde er mit einem Stimmenanteil von 66,29 % und am 9. Juni 2024 als einziger Bewerber mit 71,29 % jeweils für weitere fünf Jahre in seinem Amt bestätigt.
Sein Vorgänger Rudolf Frenzer war am 27. Mai 2015 verstorben.

### Wappen
Das Wappen des Ortes zeigt auf rotem Hintergrund einen silbernen Dreiberg im Schildfuß, drei Wolfszähne am rechten Rand sowie ein kleines Wappen aus zwei roten Balken im Wechsel mit reihenweise gelegten quadratischen Steinen im linken oberen Rand. Der Dreiberg und die Wolfszähne deuten auf den frühen Ortsnamen Wolffesberg hin, das Wappen in der linken Ecke auf die Vögte von Hunolstein, zu deren Vogtei Wolzburg einst gehörte.

## Kultur und Sehenswürdigkeiten
In Anlehnung an die Regionsbezeichnung gibt es im Ort eine Balkanschenke und den Männerchor Die Balkan-Lerchen.